# Morjärvträsket
Het Morjärvträsket is een meer in Zweden. De Kalixälven stroomt door het meer en zorgt ook voor de afwatering. Het meer ligt in de  gemeente Kalix ten noordoosten van Morjärv op minder dan 25 km ten noorden van de Botnische Golf, is langgerekt, wel zeven kilometer, en heeft aan de linker- en rechterkant twee baaien. Het eiland Strömholmen ligt aan het zuiden van het meer en vormt de grens met het volgende meer Kamlungeträsket. Morjärv ligt op de hoogte van Strömholmen op de westelijke vaste oever. Er liggen enkele kleine eilanden in het meer: Övreklubben, Haraholmen, Näset, Klubben, Övre-Aholmen, Nedre-Aholmen, Kalören, Färholmen en Bodholmen.